# Kłębowo (gromada)
Kłębowo – dawna gromada, czyli najmniejsza jednostka podziału terytorialnego Polskiej Rzeczypospolitej Ludowej w latach 1954–1972.
Gromady, z gromadzkimi radami narodowymi (GRN) jako organami władzy najniższego stopnia na wsi, funkcjonowały od reformy reorganizującej administrację wiejską przeprowadzonej jesienią 1954 do momentu ich zniesienia z dniem 1 stycznia 1973, tym samym wypierając organizację gminną w latach 1954–1972.
Gromadę Kłębowo z siedzibą GRN w Kłębowie utworzono – jako jedną z 8759 gromad na obszarze Polski – w powiecie lidzbarskim w woj. olsztyńskim na mocy uchwały nr 16 WRN w Olsztynie z dnia 4 października 1954. W skład jednostki weszły obszary dotychczasowych gromad Kłębowo, Czarny Kierz i Jarandowo ze zniesionej gminy Kłębowo, obszary dotychczasowych gromad Medyny i Świętnik ze zniesionej gminy Lidzbark Warmiński oraz osiedla Dębice i Łabno z miasta Lidzbarka Warmińskiego w tymże powiecie. Dla gromady ustalono 15 członków gromadzkiej rady narodowej.
1 stycznia 1960 z gromady Kłębowo wyłączono wieś Medyny, osady Łąbno i Dębiec oraz PGR Medyny, włączając je do gromady Lidzbark Warmiński w tymże powiecie.
1 stycznia 1960 do gromady Kłębowo włączono obszar zniesionej gromady Żegoty, a także wsie Kierz i Suryty oraz osady Gajlity i Tremlak ze zniesionej gromady Kochanówka – w tymże powiecie.
Gromada przetrwała do końca 1972 roku, czyli do kolejnej reformy gminnej.